# Kapelle-op-den-Bos
Kapelle-op-den-Bos es un municipio belga perteneciente a la provincia de Brabante Flamenco, en el arrondissement de Halle-Vilvoorde.
A 1 de enero de 2018 tiene 9396 habitantes. Comprende tres deelgemeentes: Kapelle-op-den-Bos, Nieuwenrode y Ramsdonk.
Se ubica junto a la carretera A12 a medio camino entre Bruselas y Amberes. Por aquí pasan la línea de ferrocarril que une Malinas con Dendermonde y el Canal Marítimo Bruselas-Escalda.
Por su ubicación en un nudo de comunicaciones, la localidad fue duramente bombardeada durante la Primera Guerra Mundial. Posteriormente la localidad ha sido muy afectada por la contaminación del asbesto, que ha causado muchas muertes en la población local.

## Demografía

### Evolución
Todos los datos históricos relativos al actual municipio, el siguiente gráfico refleja su evolución demográfica, incluyendo municipios después de efectuada la fusión el 1 de enero de 1977.
| Gráfica de evolución demográfica de Kapelle-op-den-Bos entre 1846 y 2020 |
|                                                                          |